# Chrysolina geae
Chrysolina geae – gatunek chrząszcza z rodziny stonkowatych i podrodziny Cryptocephalinae.
Gatunek ten opisany został w 2006 roku przez Igora K. Łopatina. Epitet gatunkowy nadano na cześć Ge Siqina.
Chrząszcz o ciele długości 5,5 mm, bardzo podobny do C. jiangi, od którego odróżnia się kształtem edeagusa. Dwa nasadowe człony czułków od spodu rudawe, reszta czułków i odnóża czarne. Ciało ubarwione czarno z zielonkawospiżowym, mosiężnym lub niebieskawozielonym połyskiem.
Owad znany tylko z Syczuanu w Chinach.